# Patrick Fugit

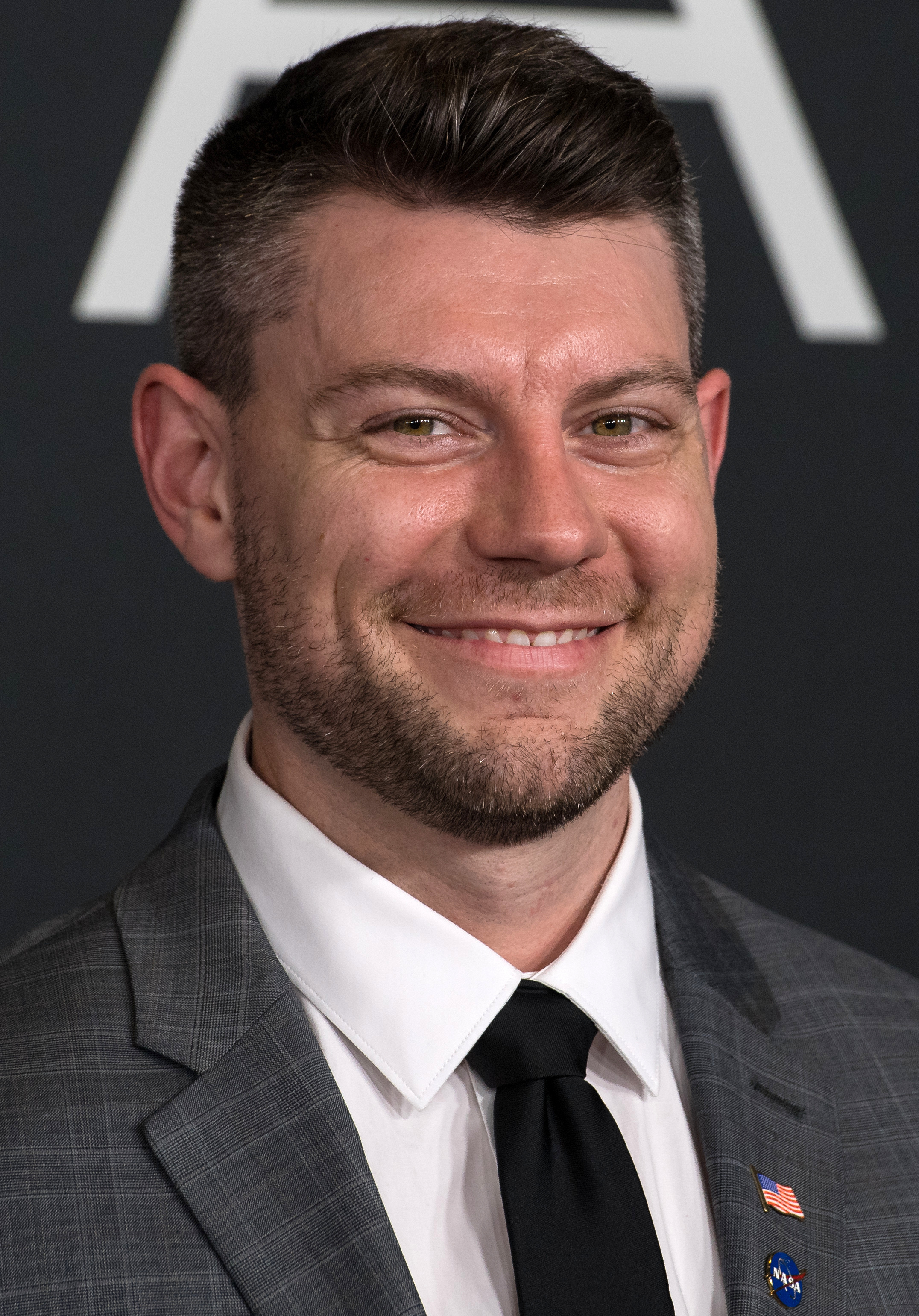
Patrick Fugit bei einer Vorstellung von Aufbruch zum Mond im Oktober 2018

Patrick Raymond Fugit (* 27. Oktober 1982 in Salt Lake City, Utah) ist ein US-amerikanischer Schauspieler.

## Leben
Fugit ist zum Teil irischer Abstammung. Seine Mutter arbeitete als Tanzlehrerin, sie führte in Salt Lake City die Tanzschule The Ballet School. Im Alter von elf Jahren nahm Fugit an einem Programm der Schauspielausbildung der University of Utah teil, diese Ausbildung setzte er in der High School fort.
Fugit debütierte im Fernseh-Horrorfilm Marabunta – Killerameisen greifen an (1998), in dieser Zeit war er auch in zwei Folgen der Fernsehserie Ein Hauch von Himmel zu sehen. Im Musikfilm Almost Famous – Fast berühmt (2000), der insgesamt mit über 100 Preisen und Nominierungen ausgezeichnet wurde, spielte er neben Kate Hudson, Frances McDormand und Zooey Deschanel die Hauptrolle des jugendlichen Nachwuchsjournalisten William Miller. Für diese Rolle gewann er den Chicago Film Critics Association Award und wurde für den Blockbuster Entertainment Award, den Las Vegas Film Critics Society Award, den MTV Movie Award, den Online Film Critics Society Award, den Screen Actors Guild Award und den Young Artist Award nominiert.
In der Drogengroteske Spun (2002) spielte Fugit neben Mickey Rourke und Brittany Murphy, in der Komödie Saved! – Die Highschool-Missionarinnen (2004) neben Jena Malone und Macaulay Culkin.

## Filmografie (Auswahl)
- 1997–1998: Ein Hauch von Himmel (Touched by an Angel, Fernsehserie, 2 Folgen)
- 1998: Marabunta – Killerameisen greifen an (Legion of Fire: Killer Ants!, Fernsehfilm)
- 2000: Almost Famous – Fast berühmt (Almost Famous)
- 2002: Spun
- 2002: Weißer Oleander (White Oleander)
- 2003: Emergency Room – Die Notaufnahme (ER, Fernsehserie, 3 Folgen)
- 2004: Saved! – Die Highschool-Missionarinnen (Saved!)
- 2004: Dead Birds
- 2005: Dirty Movie (The Moguls)
- 2006: Wristcutters: A Love Story
- 2006: Dr. House (House, Fernsehserie, Folge 3x08)
- 2009: Horsemen
- 2009: Mitternachtszirkus – Willkommen in der Welt der Vampire (Cirque du Freak: The Vampire’s Assistant)
- 2011: Wir kaufen einen Zoo (We Bought a Zoo)
- 2012: Thanks for Sharing – Süchtig nach Sex (Thanks for Sharing)
- 2014: Gone Girl – Das perfekte Opfer (Gone Girl)
- 2015: The Strongest Man
- 2016–2017: Outcast (Fernsehserie, 20 Folgen)
- 2018: Aufbruch zum Mond (First Man)
- 2019: Robert the Bruce – König von Schottland (Robert the Bruce)
- 2019: Treadstone (Fernsehserie, 6 Folgen)
- 2020: My Heart Can’t Beat Unless You Tell It To
- 2023: Love and Death (Miniserie)